# Cicloheximida
La cicloheximida es un inhibidor de la síntesis proteica en organismos eucariotas, y es producida por la bacteria Streptomyces griseus. Actúa interfiriendo la actividad peptidil transferasa del ribosoma 60S, bloqueando la elongación traduccional. Tiene un uso extendido en la investigación biomédica para inhibir la síntesis de proteínas en células eucariotas in vitro. Su costo es bajo y actúa rápidamente, siendo sus efectos revertidos al quitarla del medio de cultivo.
Dado los importantes efectos tóxicos, incluyendo daño al ADN, teratogénesis, y otros efectos en la reproducción, tales como enfermedades congénitas y toxicidad para los espermatozoides, la cicloheximida es generalmente usada solamente en investigaciones in vitro, y no es apta para su uso en humanos como antibiótico. Ha sido usada en la agricultura como un fungicida, aunque su uso está mermando debido a que presenta altos riesgos para la salud.
La cicloheximida es degradada por álcali (pH > 7). La descontaminación de superficies de trabajo y contenedores se puede realizar lavando con una solución alcalina no dañina como el jabón.